# Pic de la Cabaneta (Siscaró)
El pic de la Cabaneta, sobre la coma i els estanys del Siscaró, és una muntanya de 2.818 m. als Pirineus, situada al nord-est d'Andorra. El cim fa frontera entre l'Arieja (França) a L'Ospitalet i el Principat Andorra a Canillo. El cim és sobre al carener entre el pic del Siscaró (2.836 m) i el Roc Melé (2.811 m) que separa la vall d'Incles a l'oest, el circ del Siscar a l'est i les comes de la Comarqueta al sud.
A Andorra existeix també un altre pic amb el mateix nom: pic de la Cabaneta. Ambdós figuren als mapes amb el mateix topònim que sovint es presta a confusió.

## Ruta normal d'ascens
Partint de l'aparcament de la Baladosa (pont de la Baladosa) (1.800 m) situat al final de la vall d'Incles, on s'hi arriba ( temporada estiuenca) per la carretera asfaltada CS-270 - Refugi del Siscaró (2.145 m) - Basses i estany del Siscaró - Portella de la cabaneta (carena 2.770 m) - Pic de la Cabaneta (2.811 m).